# Skallsjö
Skallsjö är en bebyggelse i Skallsjö socken Lerums kommun i Västergötland. Området avgränsades till en småort före 2015 för att därefter räknas till tätorten Lerum.
Skallsjö kyrka ligger inte i småorten utan 4 kilometer österut i utkanten av tätorten Floda. Den svenska konstnären Anna Bjerger är född i Skallsjö.